# Inspiration (álbum)
Inspiration es un álbum de versiones del guitarrista sueco Yngwie J. Malmsteen, lanzado el 14 de octubre de 1996. El álbum consiste en versiones de canciones de agrupaciones que tuvieron una fuerte influencia en Malmsteen, como Rainbow, Deep Purple, Kansas, Scorpions, Jimi Hendrix y Rush. Para el disco contó con la colaboración de los cantantes Jeff Scott Soto, Mark Boals y Joe Lynn Turner, cada uno habiendo colaborado con Yngwie en sus discos anteriores.

## Lista de canciones
| N.º   | Título                            | Escritor(es)                                                     | Duración |  |
| 1.    | «Carry On Wayward Son» (Kansas)   | Kerry Livgren                                                    | 5:09     |  |
| 2.    | «Pictures of Home» (Deep Purple)  | Ritchie Blackmore, Ian Gillan, Roger Glover, Jon Lord, Ian Paice | 4:56     |  |
| 3.    | «Gates of Babylon» (Rainbow)      | Blackmore, Ronnie James Dio                                      | 7:12     |  |
| 4.    | «Manic Depression» (Hendrix)      | Jimi Hendrix                                                     | 3:39     |  |
| 5.    | «In the Dead of Night» (UK)       | Eddie Jobson, John Wetton                                        | 6:11     |  |
| 6.    | «Mistreated» (Deep Purple)        | Blackmore, David Coverdale                                       | 7:29     |  |
| 7.    | «The Sails of Charon» (Scorpions) | Uli Jon Roth                                                     | 5:05     |  |
| 8.    | «Demon's Eye» (Deep Purple)       | Blackmore, Gillan, Glover, Lord, Paice                           | 4:53     |  |
| 9.    | «Anthem» (Rush)                   | Geddy Lee, Alex Lifeson, Neil Peart                              | 4:18     |  |
| 10.   | «Child in Time» (Deep Purple)     | Blackmore, Gillan, Glover, Lord, Paice                           | 8:07     |  |
| 11.   | «Spanish Castle Magic» (Hendrix)  | Hendrix                                                          | 3:07     |  |
| 56:59 |                                   |                                                                  |          |  |

## Histórico de ediciones
| Región                     | Fecha                 | Sello discográfico |
| -------------------------- | --------------------- | ------------------ |
| Europa                     | 14 de octubre de 1996 | Music for Nations  |
| Japón                      | 14 de octubre de 1996 | Pony Canyon        |
| Estados Unidos             | 14 de octubre de 1996 | Foundation         |
| Estados Unidos (reedición) | 2000                  | Spitfire           |
| Europa (remaster)          | 2003                  | SPV/Steamhammer    |

## Personal
- Yngwie J. Malmsteen – guitarra, Voz (tema 4)
- Marcel Jacob – bajo
- Jeff Scott Soto – voz (temas 1, 3, 6)
- Joe Lynn Turner – voz (temas 2, 8, 11)
- Mark Boals – voz (temas 5, 7, 9, 10)
- David Rosenthal – teclados (temas 1, 3, 10)
- Mats Olausson – teclados (temas 2, 6)
- Jens Johansson – teclados (temas 5, 8)
- Anders Johansson - batería
- Chris Tsangarides - Ingeniero de sonido
- Keith Rose - Ingeniero de sonido